# ルノー・19
ルノー・19(Renault 19/R19)は、フランスのルノーが製造・販売していた自動車である。

## 概要
1988年に9と11の後継モデルとして発売された。基本デザインはイタリアのジウジアーロが手がけた。
ボディタイプは3/5ドアのハッチバックワゴン、4ドアセダン(シャマド/Chamade。日本ではこのサブネームはダイハツ・シャレードに発音が近いこともあり、商標上使われていなかった）とドイツのカルマンが手がけた2ドアカブリオレがラインナップされた。
エンジンは全て直列4気筒横置きで、市場と年代によってたくさんのエンジンが搭載された。主なガソリンエンジンはOHVとSOHCの1,200 cc (C-type Cléon)、1,400 cc（OHV C-typeとSOHC E-type Energyの2種類）、マルチポイント燃料噴射SOHC 1,721 cc (F3N)、マルチポイント燃料噴射SOHC 1,794 (市場によっては1,783)cc (F3P)、そして16バルブDOHC 1,764 cc (F7P)を積む「16s」これはルノー市販車初のDOHCエンジン搭載車であった。ディーゼルは1,870 cc (F8Q)のNA(65hp)とターボ(95hp)の2種類が用意された。
1992年5月にマイナーチェンジを実施して通称「フェイズ2」となる。フロントとリアのデザインを大幅に変更して、グリルを備えたより印象的な顔立ちとなった。内装ではダッシュボード（右ハンドル仕様は変更なし）のデザインの変更や、メーター色のオレンジからホワイトへの変更を実施。また、レザーシートやアルミホイールを標準装備する最上級グレード「バカラ(Baccara)」を設定した。マイナーチェンジ後は品質の向上もあって販売が好調で、当時のドイツ市場で最も人気のある輸入車となった。
1993年1月には、フランス本国仕様車のヘッドライトがイエローからホワイトに変更された。
1995年にフランス本国での生産を終了した。後継車はメガーヌ。トルコやアルゼンチンの工場では1999年頃まで生産された。

### アワード
- カー・オブ・ザ・イヤー 1989年 (スペイン)
- カー・オブ・ザ・イヤー 1989年 (ドイツ)
- ドイツ国内にて輸入車販売 No.1 1989年～1990年 (ドイツ)
- カー・オブ・ザ・イヤー 1993年 (アルゼンチン)

### 日本での展開
前期型は当時の輸入元であったジャクス・カーセールス(JAX)の手により、4/5ドアのTXE仕様(1,721cc)を計60台程度と、3/4ドアの高性能16V仕様をごく少量輸入していた。
後期型も当時新設されたばかりのヤナセのルノー取り扱い子会社、フランス・モーターズが輸入を計画していたが、それが実行されないままメガーヌに代替されてしまった。ただし、並行輸入では3ドアの16s仕様が僅かに上陸している。

### タイプ
タイプはこの時代の他のルノー車同様、文字と数字を組み合わせた4桁のコードになっており、最初の文字がボディ形状、次の2桁がR19の開発コードである「53」で4桁目の文字または数字が搭載エンジンによって決めらている。B/5:5ドアハッチバック、C/3:3ドアハッチバック、L:4ドアセダン、D:2ドアカブリオレ、S:ソシエテ(商用バン)
| バージョン | RL-RN   | RL-RN   | RL-RN-RT | S-RL-RN-RT-RTi  | RN-RT   | RL-RN-RT      | RN-RT   | BACCARA S-RN-RT | BACCARA S-RSi-RN-RT-RTi                       | 16S-16V |
| ---------- | ------- | ------- | -------- | --------------- | ------- | ------------- | ------- | --------------- | --------------------------------------------- | ------- |
| エンジン   | 1.2 E7F | 1.4 C3J | 1.4e E6J | 1.4e E7J        | 1.7 F2N | 1.7 / 1.8 F3N | 1.7 F3N | 1.8 F3P         | 1.8i F3P                                      | 1.8 F7P |
| タイプ     | B/C 53W | B/C 532 | B 53G    | B/C 53A B/C 535 | B533    | B/C 53B       | B 53C   | B/C 53Y 5/3 53A | B/C 538 B/C 53V 5/3 53C 5/3 53D 5 53H 5/3 53F | B/C 53D |

## 車名
フランス語では「19」を「ディズヌフ」(仏: dix-neuf)と読む。

## 関連事項
- ルノー
- フランス・モーターズ
- ルノー・クリオ
- ルノーのエンジン型式一覧
- ルノーのギアボックス型式